# Silviu Prigoană
Silviu Prigoană (n. 22 decembrie 1963, Gherla, Cluj, România – d. 12 noiembrie 2024, Șimon, Bran, Brașov, România) a fost un om de afaceri și politician român, acționar principal al companiei de salubritate Rosal Grup și fondator al posturilor de televiziune Realitatea TV, Etno TV și Taraf TV, cât și deputat de București din partea PD-L în legislatura 2008-2012.

## Afaceri
Silviu Prigoană a început să investească masiv în media în 2001, când a înființat Realitatea TV. În 2003 a lansat TV Sport, urmat de Etno TV și Taraf TV. A deținut și 10% din acțiuni din Digital Cable Systems (DCS), care a lansat serviciul direct to home (DTH) Max TV. Prigoană deținea și licențe pentru alte două canale, Meteo TV și Manele TV. Mai deținea și Sigma TV și acțiuni la Teleshop 24.
A fost coproprietar și la Taifasuri FM, Manele FM, Jazz FM. A mai deținut și revista Taifasuri, firma Rosal Ortopedic și RTL (Romanian Television of America), precum și postul de radio Etno FM. Până în anul 2006 a deținut și revista săptămânală cu profil sportiv Fanatik.

## Activitatea politică
La data de 1 iunie 2010 a demisionat din PDL. S-a reînscris în același partid în data de 7 septembrie 2010.
A candidat fără succes la funcția de primar general al municipiului București la alegerile locale din 2012.

## Viața personală
Silviu Prigoană a fost căsătorit cu prima sa soție Viorica, care a decedat la doar 30 de ani, în 1994. Din această căsătorie are doi fii, Honorius și Silvius. Ulterior, între 1998 și 2003, a fost căsătorit cu Delia Gabriela Prigoană. Cea de-a treia soție a lui Silviu Prigoană a fost Adriana Bahmuțeanu, cu care a avut o relație tumultoasă, incluzând cinci divorțuri. Cei doi au avut împreună doi băieți, născuți în 2007 și 2010.
Silviu Prigoană a decedat marți, 12 noiembrie 2024, într-un restaurant din Șimon, Brașov, comuna Bran, în urma unui infarct.. A fost înhumat miercuri, 13 noiembrie 2024, la Cimitirul Evanghelic Lutheran din București.